# Kara Mbodj
Serigne Modou Kara Mbodj (Diasse, 22 novembre 1989) è un ex calciatore senegalese, di ruolo difensore.

## Carriera

### Club
Kara si trasferì al Tromsø nel 2010. Debuttò nella Tippeligaen il 28 marzo 2010, quando subentrò a Helge Haugen nella vittoria per uno a zero sul Kongsvinger. Il 13 maggio segnò la prima rete per la nuova squadra, nella vittoria per sei a zero sul campo del Sortland, in un match valido per la Coppa di Norvegia 2010.
Il 4 gennaio 2013, si trasferì ufficialmente ai belgi del Genk, per cui firmò un contratto valido per i successivi tre anni e mezzo.
Il 7 agosto 2015 viene ceduto a titolo definitivo all'Anderlecht.

### Nazionale
Nel 2011 ha giocato per la Nazionale del Senegal Under-23 con cui ha partecipato al Campionato africano di calcio Under-23 2011.
Ha giocato anche per la nazionale del Senegal Olimpica nel 2012 con cui ha partecipato alle Olimpiadi 2012.
Dal 2012 è nel giro anche della Nazionale maggiore del Senegal con cui ha partecipato alla Coppa delle nazioni africane 2015 e alla Coppa d'Africa 2017

## Statistiche

### Presenze e reti nei club
Statistiche aggiornate al 7 ottobre 2017.
| Stagione            | Squadra         | Campionato      | Campionato | Campionato | Coppe nazionali | Coppe nazionali | Coppe nazionali | Coppe continentali | Coppe continentali | Coppe continentali | Altre coppe | Altre coppe | Altre coppe | Totale | Totale |
| Stagione            | Squadra         | Comp            | Pres       | Reti       | Comp            | Pres            | Reti            | Comp               | Pres               | Reti               | Comp        | Pres        | Reti        | Pres   | Reti   |
| ------------------- | --------------- | --------------- | ---------- | ---------- | --------------- | --------------- | --------------- | ------------------ | ------------------ | ------------------ | ----------- | ----------- | ----------- | ------ | ------ |
| 2010                | Tromsø          | ES              | 23         | 0          | CN              | 2               | 0               | -                  | -                  | -                  | -           | -           | -           | 25     | 0      |
| 2011                | Tromsø          | ES              | 26         | 6          | CN              | 1               | 0               | UEL                | 4                  | 0                  | -           | -           | -           | 31     | 6      |
| 2012                | Tromsø          | ES              | 22         | 3          | CN              | 5               | 0               | UEL                | 3                  | 1                  | -           | -           | -           | 30     | 4      |
| Totale Tromsø       | Totale Tromsø   | Totale Tromsø   | 71         | 9          |                 | 8               | 0               |                    | 7                  | 1                  |             |             |             | 86     | 10     |
| gen.-mag. 2013      | Genk            | D1              | 2+8        | 0+2        | CB              | 2               | 0               | -                  | -                  | -                  | -           | -           | -           | 4+8    | 0+2    |
| 2013-2014           | Genk            | D1              | 26+7       | 0+0        | CB              | 3               | 0               | UEL                | 10                 | 2                  | SB          | 1           | 0           | 40+7   | 2+0    |
| 2014-2015           | Genk            | D1              | 24+6       | 2+0        | CB              | 1               | 0               | -                  | -                  | -                  | -           | -           | -           | 25+6   | 2+0    |
| ago.2015            | Genk            | D1              | 2          | 0          | -               | -               | -               | -                  | -                  | -                  | -           | -           | -           | 2      | 0      |
| Totale Genk         | Totale Genk     | Totale Genk     | 54+21      | 2+2        |                 | 6               | 0               |                    | 10                 | 2                  |             | 1           | 0           | 71+21  | 4+2    |
| ago. 2015-mag. 2016 | Anderlecht      | D1              | 24+8       | 1+1        | -               | -               | -               | UEL                | 1                  | 1                  | -           | -           | -           | 24+8   | 2+1    |
| Totale carriera     | Totale carriera | Totale carriera | 149+29     | 12+3       |                 | 14              | 0               |                    | 18                 | 4                  |             | 1           | 0           | 181+29 | 16+3   |

### Cronologia presenze e reti in nazionale
| Cronologia completa delle presenze e delle reti in nazionale ― Senegal | Cronologia completa delle presenze e delle reti in nazionale ― Senegal | Cronologia completa delle presenze e delle reti in nazionale ― Senegal | Cronologia completa delle presenze e delle reti in nazionale ― Senegal | Cronologia completa delle presenze e delle reti in nazionale ― Senegal | Cronologia completa delle presenze e delle reti in nazionale ― Senegal | Cronologia completa delle presenze e delle reti in nazionale ― Senegal | Cronologia completa delle presenze e delle reti in nazionale ― Senegal |
| Data                                                                   | Città                                                                  | In casa                                                                | Risultato                                                              | Ospiti                                                                 | Competizione                                                           | Reti                                                                   | Note                                                                   |
| ---------------------------------------------------------------------- | ---------------------------------------------------------------------- | ---------------------------------------------------------------------- | ---------------------------------------------------------------------- | ---------------------------------------------------------------------- | ---------------------------------------------------------------------- | ---------------------------------------------------------------------- | ---------------------------------------------------------------------- |
| 11-11-2011                                                             | Mantes-la-Ville                                                        | Guinea                                                                 | 1 – 4                                                                  | Senegal                                                                | Amichevole                                                             | -                                                                      | 54’                                                                    |
| 8-9-2012                                                               | Abidjan                                                                | Costa d'Avorio                                                         | 4 – 2                                                                  | Senegal                                                                | Qual. Coppa d'Africa 2013                                              | -                                                                      | 84’                                                                    |
| 14-11-2012                                                             | Niamey                                                                 | Niger                                                                  | 1 – 1                                                                  | Senegal                                                                | Amichevole                                                             | -                                                                      |                                                                        |
| 8-6-2013                                                               | Luanda                                                                 | Angola                                                                 | 1 – 1                                                                  | Senegal                                                                | Qual. Mondiali 2014                                                    | -                                                                      |                                                                        |
| 16-6-2013                                                              | Monrovia                                                               | Liberia                                                                | 0 – 2                                                                  | Senegal                                                                | Qual. Mondiali 2014                                                    | -                                                                      |                                                                        |
| 14-8-2013                                                              | Saint-Leu-la-Forêt                                                     | Zambia                                                                 | 1 – 1                                                                  | Senegal                                                                | Amichevole                                                             | -                                                                      | 45’                                                                    |
| 16-11-2013                                                             | Casablanca                                                             | Senegal                                                                | 1 – 1                                                                  | Costa d'Avorio                                                         | Qual. Mondiali 2014                                                    | -                                                                      |                                                                        |
| 22-5-2014                                                              | Ouagadougou                                                            | Burkina Faso                                                           | 1 – 1                                                                  | Senegal                                                                | Amichevole                                                             | -                                                                      |                                                                        |
| 25-5-2014                                                              | Carouge                                                                | Senegal                                                                | 3 – 1                                                                  | Kosovo                                                                 | Amichevole                                                             | -                                                                      | 46’                                                                    |
| 5-9-2014                                                               | Dakar                                                                  | Senegal                                                                | 2 – 0                                                                  | Egitto                                                                 | Qual. Coppa d'Africa 2015                                              | -                                                                      |                                                                        |
| 10-9-2014                                                              | Gaborone                                                               | Botswana                                                               | 0 – 2                                                                  | Senegal                                                                | Qual. Coppa d'Africa 2015                                              | -                                                                      |                                                                        |
| 10-10-2014                                                             | Dakar                                                                  | Senegal                                                                | 0 – 0                                                                  | Tunisia                                                                | Qual. Coppa d'Africa 2015                                              | -                                                                      | 16’                                                                    |
| 15-10-2014                                                             | Monastir                                                               | Tunisia                                                                | 1 – 0                                                                  | Senegal                                                                | Qual. Coppa d'Africa 2015                                              | -                                                                      |                                                                        |
| 15-11-2014                                                             | Il Cairo                                                               | Egitto                                                                 | 0 – 1                                                                  | Senegal                                                                | Qual. Coppa d'Africa 2015                                              | -                                                                      |                                                                        |
| 19-11-2014                                                             | Dakar                                                                  | Senegal                                                                | 3 – 0                                                                  | Botswana                                                               | Qual. Coppa d'Africa 2015                                              | 1                                                                      |                                                                        |
| 9-1-2015                                                               | Casablanca                                                             | Senegal                                                                | 1 – 0                                                                  | Gabon                                                                  | Amichevole                                                             | -                                                                      |                                                                        |
| 13-1-2015                                                              | Casablanca                                                             | Senegal                                                                | 5 – 2                                                                  | Guinea                                                                 | Amichevole                                                             | 1                                                                      |                                                                        |
| 19-1-2015                                                              | Mongomo                                                                | Ghana                                                                  | 1 – 2                                                                  | Senegal                                                                | Coppa d'Africa 2015 - 1º turno                                         | -                                                                      |                                                                        |
| 23-1-2015                                                              | Mongomo                                                                | Sudafrica                                                              | 1 – 1                                                                  | Senegal                                                                | Coppa d'Africa 2015 - 1º turno                                         | 1                                                                      |                                                                        |
| 27-1-2015                                                              | Malabo                                                                 | Senegal                                                                | 0 – 2                                                                  | Algeria                                                                | Coppa d'Africa 2015 - 1º turno                                         | -                                                                      |                                                                        |
| 28-3-2015                                                              | Le Havre                                                               | Ghana                                                                  | 1 – 2                                                                  | Senegal                                                                | Amichevole                                                             | -                                                                      |                                                                        |
| 13-6-2015                                                              | Dakar                                                                  | Senegal                                                                | 3 – 1                                                                  | Burundi                                                                | Qual. Coppa d'Africa 2017                                              | -                                                                      |                                                                        |
| 5-9-2015                                                               | Windhoek                                                               | Namibia                                                                | 0 – 2                                                                  | Senegal                                                                | Qual. Coppa d'Africa 2017                                              | -                                                                      |                                                                        |
| 8-9-2015                                                               | Johannesburg                                                           | Sudafrica                                                              | 1 – 0                                                                  | Senegal                                                                | Amichevole                                                             | -                                                                      | 64’                                                                    |
| 13-10-2015                                                             | Algeri                                                                 | Algeria                                                                | 1 – 0                                                                  | Senegal                                                                | Amichevole                                                             | -                                                                      |                                                                        |
| 13-11-2015                                                             | Antananarivo                                                           | Madagascar                                                             | 2 – 2                                                                  | Senegal                                                                | Qual. Mondiali 2018                                                    | -                                                                      | 76’                                                                    |
| 17-11-2015                                                             | Dakar                                                                  | Senegal                                                                | 3 – 0                                                                  | Madagascar                                                             | Qual. Mondiali 2018                                                    | -                                                                      |                                                                        |
| 26-3-2016                                                              | Dakar                                                                  | Senegal                                                                | 2 – 0                                                                  | Niger                                                                  | Qual. Coppa d'Africa 2017                                              | -                                                                      |                                                                        |
| 29-3-2016                                                              | Niamey                                                                 | Niger                                                                  | 1 – 2                                                                  | Senegal                                                                | Qual. Coppa d'Africa 2017                                              | -                                                                      |                                                                        |
| 28-5-2016                                                              | Kigali                                                                 | Ruanda                                                                 | 0 – 2                                                                  | Senegal                                                                | Amichevole                                                             | -                                                                      |                                                                        |
| 4-6-2016                                                               | Bujumbura                                                              | Burundi                                                                | 0 – 2                                                                  | Senegal                                                                | Qual. Coppa d'Africa 2017                                              | -                                                                      |                                                                        |
| 8-10-2016                                                              | Dakar                                                                  | Senegal                                                                | 2 – 0                                                                  | Capo Verde                                                             | Qual. Mondiali 2018                                                    | -                                                                      |                                                                        |
| 12-11-2016                                                             | Polokwane                                                              | Sudafrica                                                              | 2 – 1                                                                  | Senegal                                                                | Qual. Mondiali 2018                                                    | -                                                                      |                                                                        |
| 8-1-2017                                                               | Brazzaville                                                            | Libia                                                                  | 1 – 2                                                                  | Senegal                                                                | Amichevole                                                             | -                                                                      | Cap. 46’                                                               |
| 11-1-2017                                                              | Brazzaville                                                            | Rep. del Congo                                                         | 0 – 2                                                                  | Senegal                                                                | Amichevole                                                             | -                                                                      |                                                                        |
| 15-1-2017                                                              | Franceville                                                            | Tunisia                                                                | 0 – 2                                                                  | Senegal                                                                | Coppa d'Africa 2017 - 1º turno                                         | 1                                                                      |                                                                        |
| 19-1-2017                                                              | Franceville                                                            | Senegal                                                                | 2 – 0                                                                  | Zimbabwe                                                               | Coppa d'Africa 2017 - 1º turno                                         | -                                                                      |                                                                        |
| 23-1-2017                                                              | Franceville                                                            | Senegal                                                                | 2 – 2                                                                  | Algeria                                                                | Coppa d'Africa 2017 - 1º turno                                         | -                                                                      | Cap. 70’                                                               |
| 29-1-2017                                                              | Franceville                                                            | Senegal                                                                | 0 – 0 dts (4 – 5 dtr)                                                  | Camerun                                                                | Coppa d'Africa 2017 - Quarti di finale                                 | -                                                                      |                                                                        |
| 27-3-2017                                                              | Parigi                                                                 | Costa d'Avorio                                                         | 1 – 1                                                                  | Senegal                                                                | Amichevole                                                             | -                                                                      | Cap.                                                                   |
| 6-6-2017                                                               | Dakar                                                                  | Senegal                                                                | 0 – 0                                                                  | Uganda                                                                 | Amichevole                                                             | -                                                                      | Cap.                                                                   |
| 10-6-2017                                                              | Dakar                                                                  | Senegal                                                                | 3 – 0                                                                  | Guinea Equatoriale                                                     | Qual. Coppa d'Africa 2019                                              | -                                                                      | Cap.                                                                   |
| 2-9-2017                                                               | Dakar                                                                  | Senegal                                                                | 0 – 0                                                                  | Burkina Faso                                                           | Qual. Mondiali 2018                                                    | -                                                                      | Cap.                                                                   |
| 5-9-2017                                                               | Ouagadougou                                                            | Burkina Faso                                                           | 2 – 2                                                                  | Senegal                                                                | Qual. Mondiali 2018                                                    | -                                                                      |                                                                        |
| 7-10-2017                                                              | Praia                                                                  | Capo Verde                                                             | 0 – 2                                                                  | Senegal                                                                | Qual. Mondiali 2018                                                    | -                                                                      | Ammonizione                                                            |
| 14-11-2017                                                             | Dakar                                                                  | Senegal                                                                | 2 – 1                                                                  | Sudafrica                                                              | Qual. Mondiali 2018                                                    | 1                                                                      |                                                                        |
| 8-6-2018                                                               | Osijek                                                                 | Croazia                                                                | 2 – 1                                                                  | Senegal                                                                | Amichevole                                                             | -                                                                      | 82’                                                                    |
| Totale                                                                 |                                                                        | Presenze                                                               | 47                                                                     |                                                                        | Reti                                                                   | 5                                                                      |                                                                        |

| Cronologia completa delle presenze e delle reti in nazionale ― Senegal Olimpica | Cronologia completa delle presenze e delle reti in nazionale ― Senegal Olimpica | Cronologia completa delle presenze e delle reti in nazionale ― Senegal Olimpica | Cronologia completa delle presenze e delle reti in nazionale ― Senegal Olimpica | Cronologia completa delle presenze e delle reti in nazionale ― Senegal Olimpica | Cronologia completa delle presenze e delle reti in nazionale ― Senegal Olimpica | Cronologia completa delle presenze e delle reti in nazionale ― Senegal Olimpica | Cronologia completa delle presenze e delle reti in nazionale ― Senegal Olimpica |
| Data                                                                            | Città                                                                           | In casa                                                                         | Risultato                                                                       | Ospiti                                                                          | Competizione                                                                    | Reti                                                                            | Note                                                                            |
| ------------------------------------------------------------------------------- | ------------------------------------------------------------------------------- | ------------------------------------------------------------------------------- | ------------------------------------------------------------------------------- | ------------------------------------------------------------------------------- | ------------------------------------------------------------------------------- | ------------------------------------------------------------------------------- | ------------------------------------------------------------------------------- |
| 29-7-2012                                                                       | Londra                                                                          | Senegal Olimpica                                                                | 2 – 0                                                                           | Uruguay Olimpica                                                                | Olimpiadi 2012 - 1º turno                                                       | -                                                                               |                                                                                 |
| 01-8-2012                                                                       | Coventry                                                                        | Senegal Olimpica                                                                | 1 – 1                                                                           | Emirati Arabi Uniti Olimpica                                                    | Olimpiadi 2012 - 1º turno                                                       | -                                                                               |                                                                                 |
| 04-8-2012                                                                       | Londra                                                                          | Messico Olimpica                                                                | 4 – 2                                                                           | Senegal Olimpica                                                                | Olimpiadi 2012 - Quarti di finale                                               | -                                                                               |                                                                                 |
| Totale                                                                          |                                                                                 | Presenze                                                                        | 3                                                                               |                                                                                 | Reti                                                                            | 0                                                                               |                                                                                 |

## Palmarès

### Club

#### Competizioni nazionali
- Campionato belga: 1

Anderlecht: 2016-2017
- Supercoppa belga: 1

Anderlecht: 2017

### Individuale
- Miglior squadra della Coppa d'Africa: 1

2017